# Al Hassan Saleh
Al Hassan Saleh (tiếng Ả Rập:الحسن صالح) (sinh ngày 25 tháng 6 năm 1991) là một cầu thủ bóng đá người Các Tiểu vương quốc Ả Rập Thống nhất. Hiện tại anh thi đấu cho Al-Sharjah.